# Naua
I Naua sono un gruppo etnico del Brasile. Parlano la lingua e sono principalmente di fede animista.
Vivono nello stato brasiliano dell'Acre.